# Silly-en-Gouffern

Silly-en-Gouffern este o comună în departamentul Orne, Franța. În 1 ianuarie 2018 avea o populație de 398 de locuitori.